# Сорраділе
Сорраділе (італ. Sorradile, сард. Sorradile) — муніципалітет в Італії, у регіоні Сардинія,  провінція Ористано.
Сорраділе розташоване на відстані близько 360 км на південний захід від Рима, 100 км на північ від Кальярі, 38 км на північний схід від Ористано.
Населення — 396 осіб (2014).
Щорічний фестиваль відбувається 20 січня. Покровитель — San Sebastiano.

## Демографія
Населення за роками:

Станом на 1 січня 2023 року в муніципалітеті офіційно проживало 13 іноземців з 6 країн, серед них 5 громадян країн Євросоюзу.

## Сусідні муніципалітети
- Ардаулі
- Бідоні
- Гіларца
- Нугеду-Санта-Вітторія
- Ольцаї
- Седіло
- Тадазуні